# 村尾英文
村尾 英文（むらお ひでふみ、1966年12月13日 - ）は、日本の俳優、歌手 YouTuber 愛称は麒麟さん。
O型、身長173cm、大阪府大阪市出身。所属事務所はGARAGE XYZ。主にテレビで活躍。不良親父なキャラクターが特徴。USJ(ユニバーサルスタジオジャパン)スタントアカデミー卒業

## 略歴
大阪市西成区で生まれる。幼少期は身体が弱く、家で絵を書いたり、あやとりをして遊ぶことが多かった。小学校、中学校と地元の学校に通う。健康な身体を作るために始めたサッカーでは一度も試合に出たことはないが、両親も驚くほどの健康な身体作りに成功した。高校時代はたこ焼き屋のアルバイトで店長賞を3回受賞したが、3年の時に火傷が原因で退店。その当時、家に引きこもりになった間に見た映画に感動し、俳優になる夢を持つ。高校卒業後、独自で演技の勉強をしながら、大阪ミナミでホストを始める。当時、1晩で瓶ビールを46本飲むという店内記録を持つ。その後、数々のオーディションを受け、2002年に『夜を賭けて』でデビューする。
趣味は酒、2回連続じゃんけん、ドライブ。モーターパラグライダー

大阪市西区にて寿司「むら尾」を経営（2020年現在）。

## 出演作

### 映画
- 夜を賭けて（2002年）
- SEMI鳴かない蝉（2003年）
- あずみ2 Death or Love(2005年）
- 黄金を抱いて翔べ（2012年）
- なにわ金融道 起死回生のおとしまえ！！

- ミナミの帝王22 男たちの過去
- ミナミの帝王24 海に浮く札束
- 実録東組 閻魔の微笑み
- 柳川組
- 統一への道 2 3 5
- 狂犬と呼ばれた男
- 暴力団追放マニュアル(大阪府警)

＃修羅の分裂　完結編
＃東京ヤクザ抗争

### テレビドラマ
- 水戸黄門 第33部20話
- 水戸黄門　第34部2話
- 最後の忠臣蔵（2005年）
- 暖流（2007年）
- てるてる家族(NHK)
- 黒革の手帳SP(テレビ朝日)
- 家族善財(関西テレビ)
- 千鳥のぼっけえテレビ(CS)
- 彫師の夢(韓国KBS)
- ごちそうさん(NHK)
- その時歴史は動いた(NHK)主に武田信玄役

- なるとも
- 魔法のレストラン
- ジャイケルマクソン
- マルコポロリ
- ビーバップハイヒール
- ガチンコファイトクラブ

### 舞台
- 負けてもイギョラ!!（2007年）
- 河内の国の溜池の底（2008年）
- 蝶子
- 待ち合い室で会いましょう
- シュワッシやねん
- 蝶子さん雄二さん
- 殺陣師だん平

## CD
- ジェラシーラブ 2011リリース
- ファーストライヴ 2011 アナザードリーム
- スマイルチルレン 2014リリース(スマイルチルドレン ボランティア)